# Pavillon de musique Elizabeth Wirth
 (février 2020).
Si vous disposez d'ouvrages ou d'articles de référence ou si vous connaissez des sites web de qualité traitant du thème abordé ici, merci de compléter l'article en donnant les références utiles à sa vérifiabilité et en les liant à la section « Notes et références ».

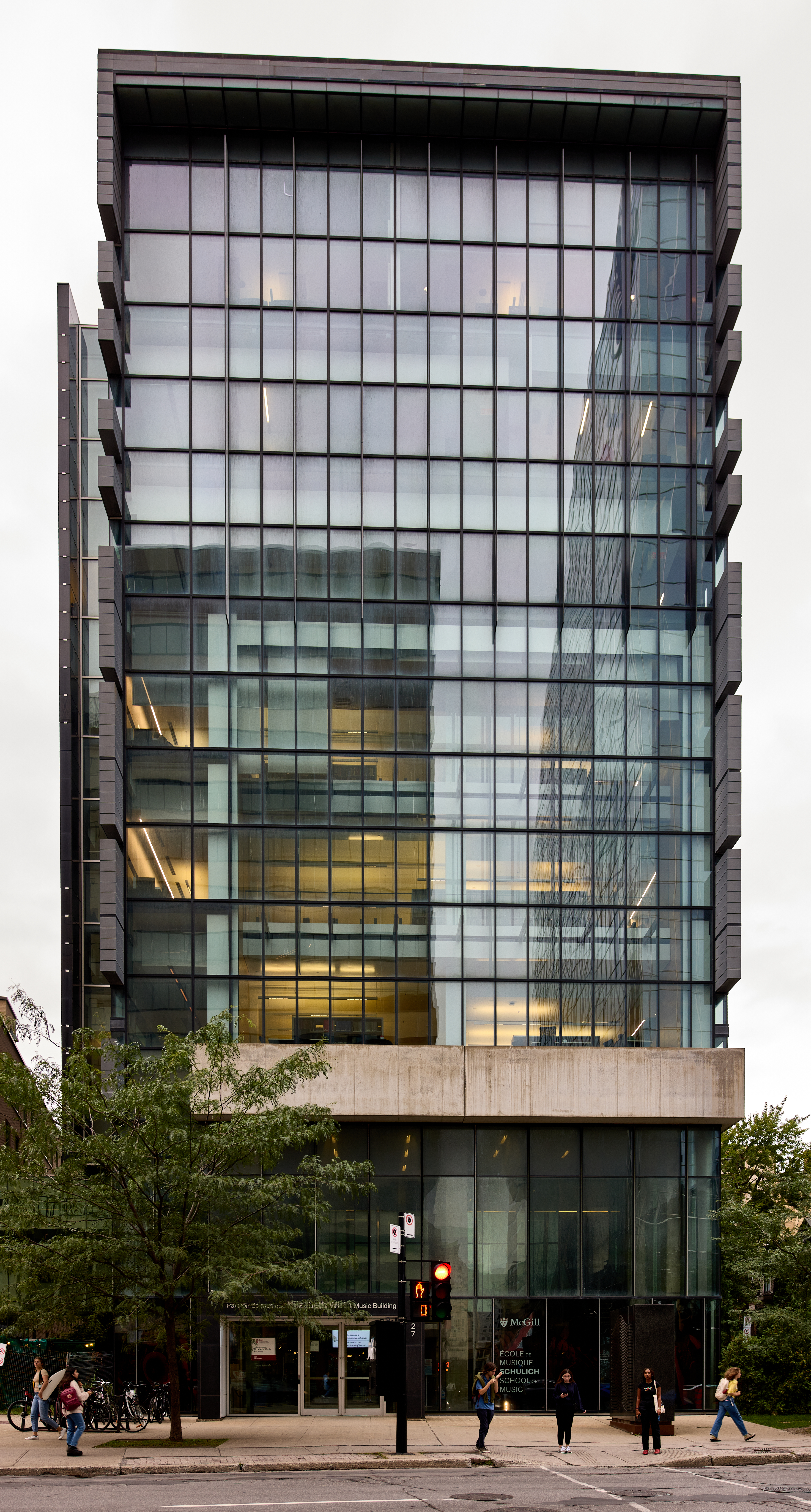
Pavillon de musique Elizabeth Wirth

Le Pavillon de musique Elizabeth Wirth est l'édifice abritant l'École de musique Schulich de l'Université McGill.

## Localisation et histoire
Située au coin des rues Sherbrooke et Aylmer, la faculté de musique Schulich de l’Université McGill est au centre-ville de Montréal. Fondée en 1904 en tant que conservatoire,  elle fut transformée en faculté en 1920. Le nouveau pavillon de l’école a été inauguré le 30 septembre 2005.

## Description du bâtiment
Une partie de l’ancien pavillon de musique a été démolie pour construire le nouveau bâtiment et ce sont les locaux du conservatoire qui ont dû être réaménagés. L'ancienne maçonnerie  a dû être refaite à la jonction entre le bâtiment existant et la nouvelle construction.
La construction de l'édifice a coûté 70 millions de dollars  dont 20 millions proviennent d'une contribution de  Seymour Schulich, un des plus importants hommes d’affaires et mécènes canadiens et aussi un ancien élève du département de musique de McGill. Le bâtiment a été réalisé par la firme d’architectes Menkès, Shooner, Dagenais, Létourneux, en association avec Saucier et Pierrotte Architectes. Il a été construit  au moment où le programme de musique  fêtait son centenaire en 2004. Cette construction est maintenant appelée : le nouvel édifice de musique.
Avec plus de 130 000 pieds carrés pour accueillir les élèves, le bâtiment possède huit niveaux qui évoquent les huit couches géologiques de la terre. Monsieur Saucier, responsable du projet, considère la nouvelle aile comme le point d’accès au campus et à la montagne. «C’est comme si le campus de McGill jouait le rôle d’une plaque géologique qui déplacerait la grille urbaine, laquelle est accentuée par la conception de l’édifice». C’est pourquoi les premiers étages sont faits de pierre ou de béton tandis que ceux au-dessus sont faits de verre.
Dans l’école de musique, on retrouve une salle multimédia, une salle d’exercices, une pour l’opéra et une autre pour l'enseignement. Il y a aussi cinq studios d’enregistrement de trames sonores ou de films. Ces studios sont en fait  une caisse de béton de 18 x 24 x 15 mètres avec une isolation acoustique des plus performantes. Dans cet espace, il n'y a aucun bruit provenant soit de la ventilation, de la mécanique, de l’éclairage ou encore de l’extérieur. 
Dans le bâtiment, il y aura un grand studio de répétition, des espaces pour enseigner, pour répéter et pour interpréter. De plus, il y a une salle de récital qui contient 200 places assises. L’espace est conçu de façon à pouvoir recevoir des conférences et des présentations. La pièce est faite de chêne blanc et elle est acoustique. Pour sa part, la bibliothèque Marvin Duchow localisée sur trois étages occupe la plus grande partie du nouvel édifice. Sa superficie est de 700 mètres carrés. Le pavillon de musique Schulich est en lien avec le centre de recherche interdisciplinaire de musique, de médias et de technologie. Ce milieu réunira la science ainsi que la musique pour en faire un tout multidisciplinaire. Aux deux derniers étages, on retrouve des bureaux administratifs. Ce réaménagement dégagera de l’espace dans l’aile du Pavillon Strathcona qui abritait ces bureaux. 